# Sint-Annakapel (Ooijen)

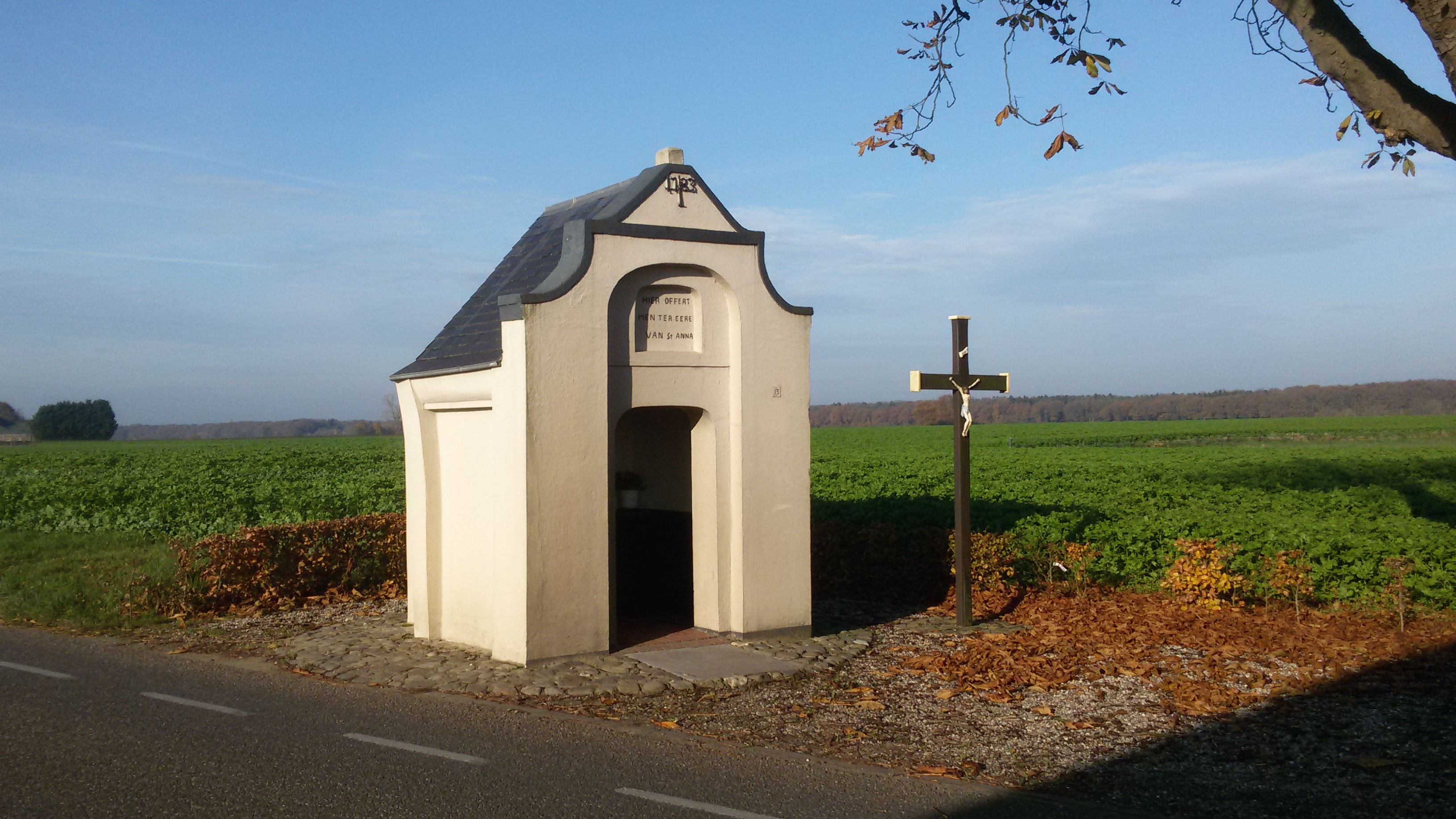
Sint-Annakapel met wegkruis

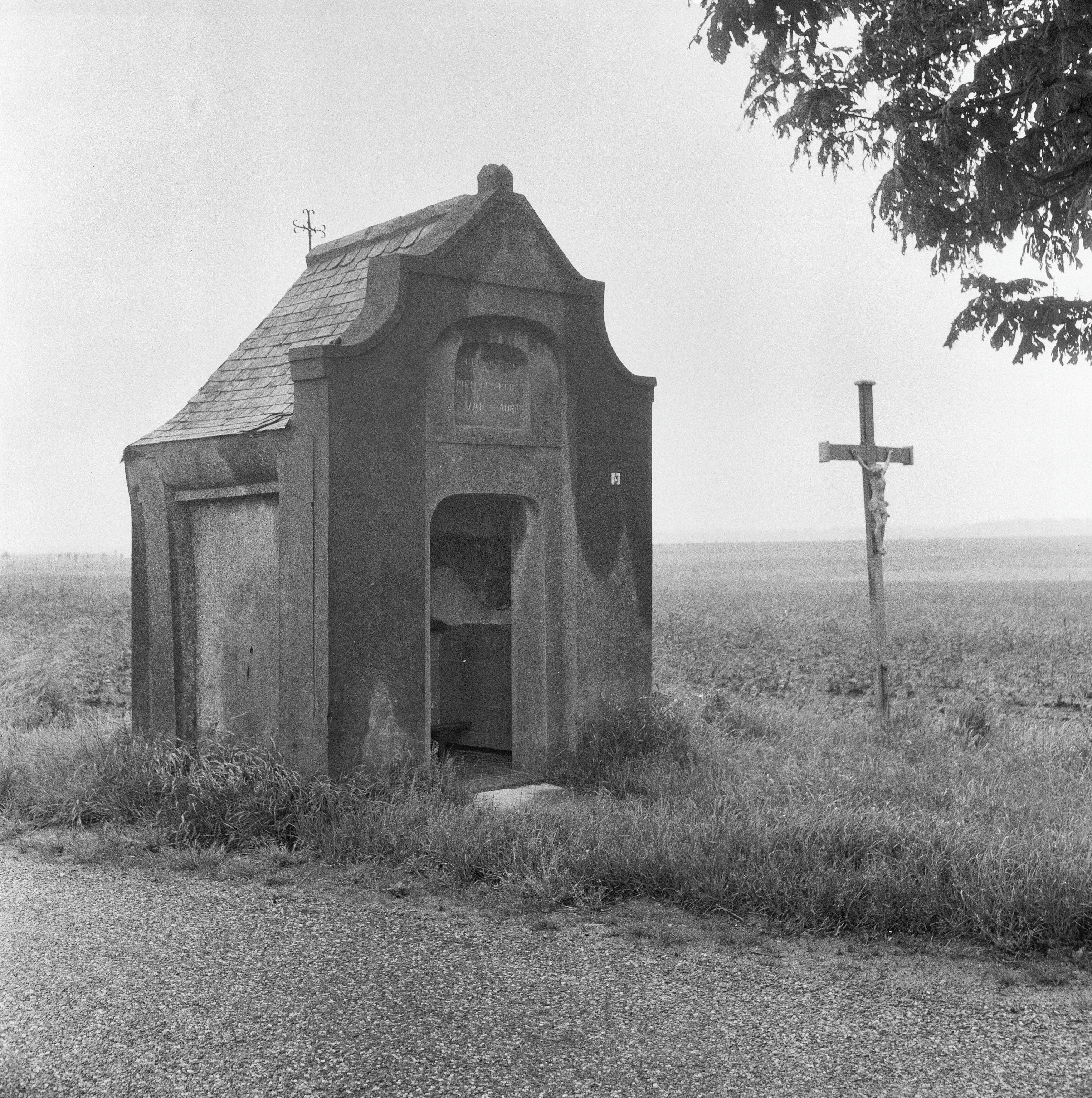
De kapel in 1965

De Sint-Annakapel is een kapel en oorlogsmonument aan de westkant van buurtschap Ooijen bij Broekhuizenvorst in de Nederlands Noord-Limburgse gemeente Horst aan de Maas. De kapel staat aan de Blitterswijckseweg met op minder dan een kilometer ten noordoosten de rivier de Maas. Op ongeveer 530 meter naar het zuidoosten staat het Kasteel Ooijen.
De kapel is gewijd aan Sint-Anna.

## Geschiedenis
In 1733 werd de kapel gebouwd.
Tijdens de Tweede Wereldoorlog zou bij een boerderij niet ver van de kapel een 86-jarige bewoner enkele Duitse soldaten hebben aangesproken op hun diefstal van vee. Dat werd door de Duitsers niet geaccepteerd, waarna deze man me nog eens zeven anderen opgepakt werden. De boerderij waar dit plaatsvond werd door de Duitsers in brand gestoken. In de boerderij was tijdens de oorlog het Annabeeldje uit de kapel ondergebracht. De acht opgepakte personen werden verhoord door de SD, waarna vier van hen op transport werden gezet naar Duitsland en vier van hen werden dezelfde dag nog gefusilleerd. Ter herinnering aan de vier gefusilleerd personen werd er in de kapel een gedenksteen geplaatst.
Op 11 juli 1968 werd de kapel ingeschreven in het rijksmonumentenregister.
In 2009 werd de kapel gerestaureerd. Op 15 augustus 2009 werd de gerestaureerde kapel opnieuw ingezegend.

## Bouwwerk
De wit gestuukte kapel heeft een driezijdige sluiting en wordt gedekt door een leiendak. De frontgevel is een gezwenkte barokgevel met boven in de gevel een muuranker met het jaartal 1733. Daaronder bevindt zich een korfboogvormige uitsparing tot aan de grond. In deze uitsparing bevindt zich in het onderste gedeelte de ingang en in het bovenste gedeelte is een nis aangebracht met een tekst op de achterwand.

HIER OFFERT
MEN TER EERE
VAN St ANNA
— Tekst in nis boven de ingang

Van binnen is de kapel eveneens wit gestuukt. Tegen de achterwand is een altaar aangebracht met daarboven in de achterwand een rondboogvormige nis. De boog wordt geaccentueerd door geglazuurde stenen die de boog vormen. De nis is afgesloten met een smeedijzeren hekje. In de nis staat een kleurrijk beeldje van de heilige Anna met haar dochter Maria. Tegen de altaarvoet is ter herinnering aan het drama van de vier gefusilleerden tijdens de Tweede Wereldoorlog een gedenksteen geplaatst met goudkleurige tekst.

TER NAGEDACHTENIS AAN
P.J.v.BRACHT * 31.3.1858
E.K.L.HAFFMANS * 1.10.1902
P.A.VERGELDT * 1.11.1914
G.M.BROUWERS * 3.12.1921
GEFUSILLEERD 15 OCT. 1944
R.I.P.
— Tekst gedenksteen tegen de voet van het altaar